# Palliduphantes tricuspis
Palliduphantes tricuspis är en spindelart som beskrevs av Robert Bosmans 2006. Palliduphantes tricuspis ingår i släktet Palliduphantes och familjen täckvävarspindlar.
Artens utbredningsområde är Algeriet. Inga underarter finns listade i Catalogue of Life.